# Aage Pedersen
Aage Pedersen (Odense, 1921 – 17 oktober 1995) was een Deens elektrotechnicus.
Van 1941 tot 1948 studeerde hij elektrotechniek aan de Technische Universiteit van Denemarken. In 1949 maakte hij een studiereis door Nederland en Engeland. Hij kreeg een tweejarige studiebeurs voor de Universiteit van Liverpool, waar hij elektrische ontladingen onder hoogspanning bestudeerde.
Nadat hij in 1953 naar Denemarken was teruggekeerd doceerde hij aan de Technische Universiteit. In 1956 trad hij in dienst van de Britse English Electrical Company, waar hij toezicht hield op het testen van hoogspanningstransformatoren. Daarna ging hij naar Zweden, waar hij in dienst trad bij ASEA. Hier werkte hij aan roterende hoogspanningsmachines. Ook onderzocht hij de mogelijkheden van epoxy als isolerend materiaal voor generatorwikkelingen. In 1961 keerde hij terug naar de Technische Universiteit van Kopenhagen waar hij colleges gaf in de natuurkunde en sterkstroomtechniek.